# Classique de Saint-Sébastien 1991
La 11e édition de la Classique de Saint-Sébastien a lieu le 10 août 1991. Remportée par l'Italien Gianni Bugno, de l'équipe Gatorade-Chateau d'Ax, elle est la septième épreuve de la Coupe du monde.

## Classement final
| Pos. | Cycliste           | Équipe                | Temps          |
| ---- | ------------------ | --------------------- | -------------- |
| 1    | Gianni Bugno       | Gatorade-Chateau d'Ax | 6 h 4 min 28 s |
| 2    | Pedro Delgado      | Banesto               | + 55 s         |
| 3    | Maurizio Fondriest | Panasonic-Sportlife   | + 1 min 17 s   |
| 4    | Laurent Jalabert   | Toshiba               | m.t.           |
| 5    | Iñaki Gastón       | CLAS-Cajastur         | m.t.           |
| 6    | Gilles Delion      | Helvetia-La Suisse    | m.t.           |
| 7    | Bruno Cenghialta   | Ariostea              | m.t.           |
| 8    | Piotr Ugrumov      | Seur                  | m.t.           |
| 9    | Andreas Kappes     | Histor-Sigma          | + 1 min 58 s   |
| 10   | Charly Mottet      | RMO                   | m.t.           |